# Hipo, Monito y Fifí (colección)
Hipo, Monito y Fifí fue una colección de tebeos infantiles publicada en España por Editorial Marco entre 1942 y 1958. Contó con tres épocas diferenciadas:

## Primera época: 1942-1952
En 1942, el editor Marco Debón lanzó "Biblioteca especial para niños", que se centraba exclusivamente en la serie Hipo, Monito y Fifí de Emilio Boix. Estos cuadernos apaisados de 16 x 22 cm. abarcaron alrededor de 479 números.

## Segunda época: 1953-1957
En 1953 se inició una segunda época de la colección, ya con el título de "Hipo, Monito y Fifí" y el subtítulo de Revista para gente menuda.
Inspirada en las británicas The Rainbow (1914) y Happy Days (1938), tenía un formato revista de 27 x 21 cm. y un número de páginas, colorido y precio que en sus inicios era superior al habitual en la época, aunque los redujo a partir de su entrega número 12.
Compartía gran parte de sus autores con "La Risa" e incluía mayormente series de protagonismo animal y dirigidas a un público infantil, por lo que competía con revistas como Yumbo (1953) de Germán Plaza y Pumby (1955) de Valenciana:
| Aparición    | Números | Título                        | Autoría          | Comentario          |  |
| ------------ | ------- | ----------------------------- | ---------------- | ------------------- |  |
| 1953-        | 1-      | Hipo, Monito y Fifí           | Emilio Boix      |                     |  |
| 1954-1957/58 |         | Melenas                       | Francisco Ibáñez | Nueva               |  |
|              |         | Leandro, el ratón trotamundos | Pedro Alférez    |                     |  |
| 1955         |         | Dreson                        | Francisco Ibáñez | Nueva               |  |
| 1956         |         | Kokolo                        | Francisco Ibáñez | Iniciada en La Risa |  |

Esta segunda época finalizó con su número 114, en 1957.

## Tercera época: 1958
La Editorial Marco intentó relazar la revista en 1958, adoptando esta vez un tamaño de 24x17 cm. y volviendo a aumentar el número de páginas y el precio, pero no perduró mucho más de 24 números, incapaz de competir con los productos de Editorial Bruguera. Incluía:
| Aparición | Números | Título                              | Autoría     | Comentario          |
| --------- | ------- | ----------------------------------- | ----------- | ------------------- |
| 1958      |         | El verdugo de Tampico               |             |                     |
| 1958      |         | Futuro y pasado                     | Eduardo     | Historieta realista |
| 1958      |         | Melenas                             | F. Ibáñez   |                     |
| 1958      |         | Hipo, Monito y Fifí                 | Emilio Boix |                     |
| 1958      |         | El tío Bastián                      | Cubero      |                     |
| 1958      |         | Comancheta                          | J. Mas      |                     |
| 1958      |         | Jim-Bad el marino                   | Torá        |                     |
| 1958      |         | El ratoncito Pérez                  | J. Más      |                     |
| 1958      |         | Toby y Boby                         | Torá        |                     |
| 1958      |         | Lucrecio Borgio                     | Cubero      |                     |
| 1958      |         | Tito Sandunga                       |             |                     |
| 1958      |         | El émulo de Pancho Villa            | Ayné        |                     |
| 1958      |         | Las aventuras de Tatán              | Ayné        |                     |
| 1958      |         | Zacarías Mendrugón y su loro Gedeón | Cubero      |                     |
| 1958      |         | Johnny Calamidad                    | Torá        |                     |

## Hipo: 1962
Todavía en 1962, la editorial Marco volvió a sacar una colección centrada exclusivamente en la serie y compuesta por cuadernillos de 17 x 21 cm., que sólo alcanzó las 6 entregas:
1. Un árbitro con energía
2. En el tranvía
3. La Edad de Piedra
4. Fifí actriz de moda
5. Camarero de verano
6. En el Oeste